# Chroniczna suicydalność
Chroniczna suicydalność – zespół zachowań samobójczych o charakterze przewlekłym, które nie wynikają z reaktywności na silny stres (kryzys) czy pogłębiającą się sytuację depresyjną, a są związane z osobowością pacjenta. 
Występowanie u danej osoby chronicznej suicydalności stwierdza się w sytuacji, gdy ma ona za sobą co najmniej dwie próby samobójcze lub gdy można u niej zaobserwować wyraźne zamiary samobójcze o długotrwałym charakterze (bez samego aktu samobójczego) lub też, gdy ma za sobą dwa wyraźne kryzysy samobójcze.
Autorytetem naukowym w zakresie chronicznej suicydalności jest Otto Kernberg.